# Johannes Lindkvist
Johannes Lindkvist, född 17 augusti 1993 i Malmö, är en svensk skådespelare.
Lindkvist har bland annat medverkat i TV-serierna Rebecka Martinsson från 2020, Tunna blå linjen från 2022 och Sanningen samt Hålla samman från 2023.

## Filmografi (i urval)
- 2020 – Rebecka Martinsson (TV-serie)
- 2022 – Bror (TV-serie)
- 2022 – Tunna blå linjen (TV-serie)
- 2023 – Sanningen (TV-serie)
- 2023 – Hålla samman (TV-serie)
- 2024 – Der Flensburg-Krimi Wechselspiele
- 2024 – Zielfahnder Polarjagd
- 2025 – The Swedish Connection
- 2025 – Halva Malmö består av killar som dumpat mig (TV-serie)